# Aguilar de Campoo
Pour les articles homonymes, voir Aguilar.
Aguilar de Campoo est une commune espagnole de la province de Palencia, dans la communauté autonome de Castille-et-León.
La seigneurie d'Aguilar de Campoo est créée pour Pierre Alphonse de Castille, fils aîné (illégitime) du roi Alphonse XI de Castille et de Leonor de Guzman. À sa mort, elle passe à son frère Tello de Castille par ordre de son autre frère, le roi Henri II de Castille.
En 1480, les Rois catholiques érigent la seigneurie en marquisat, un des plus anciens d'Espagne.